# Protoje
Oje Ken Ollivierre, mer känd under sitt artistnamn Protoje, född 14 juni 1981 i St. Elizabeth, är en jamaicansk musiker, låtskrivare och deejay.
Han är son till den jamaicanska sångerskan Lorna Bennett. Hans far är en före detta calypso-musiker från Saint Vincent och Grenadinerna.